# One Music Television / Zwei Music Television
One Music Television und Zwei Music Television sind deutschsprachige Programme aus Slowenien. Diese sind One Music Television und Zwei Music Television. Beides sind 24-Stundenprogramme, die Musikvideos ausstrahlen.
One Music Television strahlt aktuelle Pop, Pop-Rock und Dance-Songs aus, während Zwei Music Television sich auf den Bereich Schlager spezialisiert hat. Beide deutschsprachigen Programme können entweder als HD-Programme über den Satelliten Eutelsat Hotbird oder per Streaming (Direktempfang und Dienste wie Zattoo oder MagentaTV) über verschiedene Auflösungen (adaptiv) empfangen werden. Die Verbreitung von den beiden Sender auf Hotbird 13° seit 6. September 2022 eingestellt:
| Programm            | One Music Television                    | Zwei Music Television             |
| ------------------- | --------------------------------------- | --------------------------------- |
| Satellit            | Astra 19,2° Ost (01.02.2025–15.04.2025) | Astra 19,2° Ost (seit 01.02.2025) |
| Transponder         | 71                                      | 71                                |
| Frequenz (MHz)      | 11836                                   | 11836                             |
| Polarisation        | Horizontal                              | Horizontal                        |
| Symbolrate (Symb/s) | 27500                                   | 27500                             |
| FEC                 | 3/4                                     | 3/4                               |
| Modulation          | DVB-S QPSK                              | DVB S QPSK                        |
| Verschlüsselung     | keine                                   | keine                             |
| Qualität            | SD                                      | SD                                |
| Livestream          | https://folxplay.tv/?chn=one            | https://folxplay.tv/?chn=zwei     |